# 開封のユダヤ人

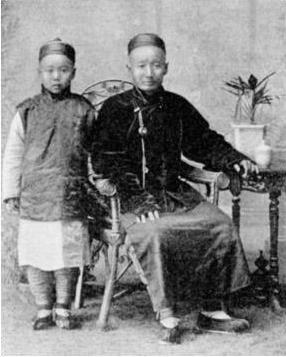
19世紀後半～20世紀初め頃の開封のユダヤ人

開封のユダヤ教徒は、中華人民共和国河南省開封市に数百年間存在したユダヤ人(ユダヤ教徒)のコミュニティー。現代の中国では広くユダヤ人を中国語で 犹太（簡体字）・猶太（繁体字）（地名「ユダヤ」 יְהוּדָה の音訳）と呼ぶが、 周辺の漢民族からユダヤ教は挑筋教とも呼ばれていた。これは、「腱を取り除く宗教」という意味で、ユダヤ教の食事規定カシュルートで動物の大腿の腱を食べてはいけないと規定されていることに由来する。

## 歴史
歴史資料によると、開封のユダヤ人コミュニティーは遅くとも宋代（960年-1279年）には成立し、19世紀末まで存続していた。
開封のユダヤ人の先祖は中央アジアから渡ってきたと推測されている。また、1163年にウスタド・レイウェイ（Ustad Leiwei = ウスタドはペルシア語でラビのこと）という人が宗教指導者に任ぜられ、学習堂や儀式用の浴槽、コミュニティー共同の厨房、コシェル肉供給のための屠殺場、仮庵の祭り用の天幕などを併設したシナゴーグが建設されたという報告もある 。
儒教の道徳、倫理の原理が支配的な環境にあって、このような独自の宗教的、民族的な集団が700年以上にわたって中断なく存在していたことは、中国史およびユダヤ史上にもまれな現象である。
明代（1368年-1644年）には、ユダヤ人は皇帝から 艾、石、高、金、李、張、趙 の7つの姓を授けられ、これらは今日でも見識することが出来る。
これらの姓は本来のユダヤ人の氏族の姓 Ezra, Shimon, Cohen, Gilbert, Levy, Joshua, Jonathan をそれぞれ中国風にしたものであるという。これらの姓の内の2つ石と金は、西欧のユダヤ人の姓に多く見られるStone（Stein）やGoldと一致している。
中国にもユダヤ人コミュニティーが存在していることは、17世紀初めにイタリアのイエズス会の司祭、マテオ・リッチが開封出身のユダヤ人に会うまで、広く知られてはいなかった。
1605年にリッチは艾田という名の開封出身の若者と出会い、艾田はリッチに自分が一神教の信者であると説明した。
また、艾田はキリスト教の幼いイエス・キリストを抱いた聖母マリア像を見て、旧約聖書のリベカと、その息子エサウまたはヤコブの像だと信じ込んだとも記録されている。
艾田は自分が開封出身で、そこには多くの同胞がいると言明した。リッチは最初に開封へ中国人のイエズス会員を派遣したのをはじめ、その後も多くの会員を派遣した。
これにより、開封のユダヤ人コミュニティーには禮拜寺と呼ばれるシナゴーグがあり、豊富な宗教文書を有していることが発見された。
1850年代の太平天国の乱で、コミュニティーは一度離散へと向かったが、その後ユダヤ人は再び開封に戻ってきた。
開封では3つの石碑が発見されており、最古のものは1489年の日付があること自体が『重建清真寺記』で、1163年のシナゴーグ（清真寺）の再建を記念したものである（清真寺は中国でイスラム教のモスクを指す言葉でもある）。碑文には、ユダヤ人がインドから汴梁（開封）にやって来たと記されている。
また、宋の皇帝（名は挙げられていない）と謁見した、漢姓を持つ70名のユダヤ人の名が挙げているほか、始祖アブラハムからバビロン捕囚時代の預言者エズラまでの信仰の伝承も記録されている。
2つ目は1512年の日付がある、「尊崇道教寺」シナゴーグで発見された『尊崇道教寺記碑』で、ユダヤ教で実践される宗教行為が詳述されている。また、漢代に中国入りしたという伝説が記されている。
3つ目は1663年に「清真寺」の再建を記念して建立された『祠堂述古碑記』で、前述の2つの石碑の内容がくり返されている。
石碑の内2つには、南宋の武将岳飛の背中にあった有名な入れ墨についての言及がある。
入れ墨の文言、「盡忠報國」（祖国への限りなき忠誠心）の文字が、1489年の石碑でユダヤ人の「祖国への限りなき忠誠心」について述べている部分に記されている。
また、1512年の石碑には、中国の軍隊におけるユダヤ人の兵士が、「祖国へ限りなく忠誠」であると同じ文字を用いて記されている。また、この石碑には「イスラエル人（ユダヤ人）が岳飛の軍の兵士として戦った」という記述もある。
20世紀初頭のカトリックの司教、ジョセフ・ブルッカー（Joseph Brucker）はマテオ・リッチの手稿の研究により、開封のユダヤ人コミュニティーは500～600年間存続しており、16世紀後半から17世紀初めまでの間に開封に居住していたユダヤ人は10～12世帯であったとしている。
またリッチの手稿には、多数のユダヤ人が杭州にもいたと記述されている。この記述は、後に南宋の高宗として即位した趙構が靖康の変で杭州に逃れた際、多くのユダヤ人の忠臣たちが同行したことを示しているのかもしれない。
実際に1489年の石碑には、靖康の変の後にユダヤ人が開封から脱出する様子が記述されている。
世界の他の地域の離散ユダヤ人（ディアスポラ）から隔絶されていたにもかかわらず、開封のユダヤ人コミュニティーは何世紀にもわたり独自の伝統、習慣を保持していた。
しかし17世紀に入ると、ユダヤ人と漢民族、回族、満州族などとの雑婚率が増加し、このような独自の伝統は周辺に同化して失われていった。
1860年代にはシナゴーグが破壊され、コミュニティーの消滅へと繋がった。
しかし、1867年に西洋のユダヤ人として初めて開封を訪れたJ.L.リーバーマン（J.L. Liebermann）は、「彼らはまだ独自の埋葬方法を保持している」と記している。
また、上海のビジネスマン、S.M.パールマン（S.M. Perlmann）は1912年、「彼らが遺体を収める棺は、中国式のものとは異なる形状である。
彼らは他の中国人のように、死者に生前の衣装を着せたりせず、亜麻布で包む」と記録している。
今日も開封には、当時のコミュニティーを先祖とする住民が600～1,000名程居住している。他の地域からのユダヤ人旅行者との接触により、開封のユダヤ人はユダヤ文化の主流に再び合流した。各ユダヤ人団体から援助され、開封からイスラエルへ移住したものもいた。

### 懐疑論
ロンドンの東洋アフリカ研究学院の研究者、シュン・チョウ博士（Dr. Xun Zhou）は、開封のユダヤ人コミュニティーの存在の信憑性に疑いを示している1人である。
博士はその論説の中で、開封のユダヤ人コミュニティーは西洋文化による虚構の創作物であると主張している。
博士によれば、開封には1851年まで「トーラー」（モーセ五書）の巻物がなく、しかも発見と同時に突然、西洋の熱心なコレクターに売却されたという。
また、開封のシナゴーグを描いた絵は、本来はシナゴーグのように見えなかったため、西洋で改ざんされたという。
開封のコミュニティーはいかなる意味においてもユダヤ的ではなかった、と博士は結論付けている。

## 今日の開封ユダヤ人
政治的な要因により、開封のユダヤ人や中国のユダヤ教の研究は、政治・文化の改革が始まった1980年代初めまで停滞していた。1992年には中国とイスラエルの外交関係が樹立されたことを契機に、ユダヤ教や中国とユダヤ人との関係史への関心が再燃し、とりわけナチス・ドイツ時代の25,000人ものユダヤ人の上海への疎開の事実などにも改めて光が当てられた。
開封のユダヤ人は、周辺の中国人との混血が進み、外見上は非ユダヤ人の住民との見分けが付かない。現在のラビ・ユダヤ教では、母親がユダヤ人であることがユダヤ人たる条件とされているが、中国のユダヤ人の間ではユダヤ性は父方の傍系で伝わるものとされていた。その結果、中国のユダヤ人がイスラエルの市民権を得る場合は、帰還法（イスラエル国籍を得る条件を定めた法律）の規定により、改宗手続きが必要となる。今日の開封のユダヤ人コミュニティーの子孫は、自分の先祖について明確に認識しているものはほとんどいない。しかし中には両親や祖父母から、自分達がユダヤの家系であり、いつの日か「約束の地（イスラエル）」に帰る」ということを聞かされたことのある人もいる。彼らを他の住民と区別する1つの特色として、豚肉を食べないということがある。
最近の国勢調査では、開封に居住しているユダヤ人は400人ほどであることが判明している。現在ではおよそ100世帯、500人～1,000人程が、ユダヤ人を先祖に持つと見積もられているが、実際にユダヤ的な習慣を実行している人はその内40～50人しかいない。どこの国においてもユダヤ人の人口を正確に見積もるのは難しいものであるが、特に中国においては、ある民族の人口が個々の公における態度により左右されるため、ほとんど不可能に近い。例えば、満州族の人口は清朝の時代には200万人ほどとされていたが、清朝滅亡後は満州族が迫害を恐れたため、続いて行われた国勢調査では、たった500,000人しか満州族であることを明らかにしなかった。しかし、少数民族に対する政策が変わり、権利が保護されるようになると、満州族の人口は一気に500万人にまで増加した。開封やその周辺には、ユダヤ人を先祖とすると主張する者の数は、数十万人程にもなる可能性がある。このような状況から、今のところ国外のユダヤ人コミュニティーは、中国のユダヤ人（または先祖がユダヤ人であると推定される者）に対して、あまり大きな関心を示していない。しかし最近でも、開封のユダヤ人一家が、正式な改宗手続きを経てイスラエルの市民権を得た例もある。この一家に続く動きが出るかどうかは、未だ推測の域を出ない。
中国在住のイスラエル人で、東アジア研究家のノアム・ウルバッハ博士(Noam Urbach)によるドキュメンタリー映画 Kaifeng, Jerusalem は、この一家の試練を描いている。
イギリスの歴史家マイケル・ウッドは、1992年のドキュメンタリー番組 Legacy において、開封の「今もタナハの教えを伝えている宗派のいる路地」として知られている場所を歩き、今日も開封にユダヤ人が住んでいるが、彼らは「現在の政治的な風潮」のため、自分がユダヤ人であることを明かすのを嫌がっていると述べている。このドキュメンタリーは書籍としても出版され、その中で「門扉にメズーザーが取り付けられていたり、居間にメノーラーが置いてある家屋を今も見ることが出来る」と説明されている。
イスラエル生まれの映画作家シムハー・ジャコヴォヴィッチの Quest for the Lost Tribes（失われた支族を探して）の中には、取材班が開封の年長のユダヤ人の家を訪れ、開封のユダヤ人の歴史を語ったり、古い写真を見せたり、自分がユダヤ人であることを証明する書類を見せる場面がある。2002年のアメリカのドキュメンタリー映画 Minyan in Kaifeng（開封のミニヤーン）は、現代の開封のユダヤ人の子孫から開封へ招待された、海外からのユダヤ人旅行者の記録である。
21世紀、中国猶太研究院（Sino-Judaic Institute）とシャーベイ・イスラエル（Shavei Israel）は開封に教師を派遣し、ユダヤ教とキリスト教をルーツに持つアメリカ人のティモシー・ラーナー（Timothy Lerner）による先駆的な活動を基に、同地区の市民がユダヤの遺産を学ぶ取り組みを支援していた。しかし、2014年、中国の当局はユダヤの学校を閉鎖し、また、2015年の夏までに両機関の教師を国外に追放した。さらに、市民の集会を禁止し、開封ユダヤ人に関する博物館の各種展示の公開を中止しただけでなく、ユダヤ系の団体旅行も禁止し、ユダヤ教の礼拝堂を閉鎖した。当局との対立はその後も数年間にわたって続いた。現在、開封ユダヤ人の子孫の支持者らは、中国の当局に開封ユダヤ人の風習を認識してもらい、そして、興味を持つ者が中国のユダヤ教の生活を実践する行為を許可してもらうために方策を模索している。

## 文献
ユダヤ史と中国の宗教の教師、ティベリウ・ワイス(Tiberiu Weisz)は著書 The Kaifeng Stone Inscriptions: The Legacy of the Jewish Community in Ancient China（開封の石碑文:古代中国のユダヤ人コミュニティーの伝説）の中において、先述の、開封のユダヤ人によって遺された3つの石碑の碑文を独自に翻訳して発表した。石碑は開封のユダヤ人達が、中国化（同化）し消滅していこうという中で、自らの信仰や歴史を後世に遺そうとして製作されたものであり、ワイスの翻訳からは、様々な可能性が考えられている開封のユダヤ人の起源の内の1つを知ることが出来る。
ワイスによれば、バビロン捕囚の後紀元前6世紀に、異民族との婚姻を理由に預言者エズラにより追放され、インドの北西部（石碑では「天竺」と記述されている）に移住した支族レヴィ族と司祭の一族が、開封のユダヤ人の起源であるという。彼らはそこに何世紀もの間定住していた。
これらのユダヤ人はインド北西部から寧夏（現在の甘粛省）へ移り定住しているところを、紀元前108年より前、西域を平定し漢帝国の版図を広げるためこの地に派遣された前漢の将軍李広により発見された。この時から唐代後期まで、ユダヤ人は徐々に中国国内に広がって行き、土着の漢民族との雑婚や、混血児も増えていった。しかし、唐の皇帝 武宗による「会昌の廃仏」（845年-846年）により、仏教を初めゾロアスター教、マニ教、景教、イスラム教、ユダヤ教などの外来の信仰が弾圧され、これらの寺院も破壊され、中国固有の信仰である儒教や道教の寺院に作り変えられた。
ユダヤ人が中国に再び帰ってきたのは、知識欲旺盛な北宋の太宗がアジア各地から優秀な人材、学者を登用するようになった頃である。上述の石碑には、当時の皇帝がユダヤ人達に語った言葉として、「歸」（「帰」の繁体字）という言葉が出てくるが、従来はこの語は誤って「来る」と訳されていたため、西洋の中国研究者はユダヤ人が中国にやって来たのは宋代になってからだと考えていた。しかし、前述のワイスはこの語を正しく「帰る」と訳しており 、ユダヤ人が以前に中国に居住していたこと皇帝が知っており、彼らの帰還を歓迎していたことを示しているという。それから皇帝は、ユダヤ人が宋王朝の庇護の下に居住し、先祖伝来の信仰を保持することを許した。
開封のユダヤ人自身が遺した文献はほとんどない。しかし、オハイオ州シンシナティのヘブライ・ユニオン・カレッジには重要な文書のコレクションが保管されている。このコレクションには、漢字で書かれたシッドゥール（ユダヤ人の祈祷書）やヘブライ語の聖書の写本などが含まれている。この聖書の写本はヘブライ語の母音記号（ニクダー）の表記に誤りがある点で興味深いものである。明らかに母音記号のしくみを理解していない者に書写されたと見え、子音を表すヘブライ文字はいくつか誤記がある以外は正確であるが、母音記号が記されている場所がでたらめで、音読してもまったく意味のないものになってしまうのである。ヘブライ語は本来子音のみで表記されることが多いため、学識のあるユダヤ人は母音記号を、（記号なしでも音読する事が出来るため）あまり重視していなかったのであろう。